# Martin Damm (Musiker)
Martin Damm (* 1968 in Kaiserslautern) ist ein deutscher Hardcore-Techno-Produzent, der vor allem unter dem Pseudonym The Speed Freak bekannt wurde.
Damm begann Anfang der 1990er Jahre mit Techno im EBM-Stil, wurde Teil der Kölner Technoszene und veröffentlichte auf Labels wie Monotone, Force Inc. Music Works, und Dj.ungle Fever. In den Jahren 1994 und 1995 erarbeitete er sich in der holländischen Gabber-Szene eine große Bekanntheit, was ihm ermöglichte, seine damaligen Hardcore-Techno-Produktionen vor allem auf dem Amsterdamer Label Mokum Records zu veröffentlichen. Seitdem ist er bei vielen Labels und auf zahlreichen Samplern in sämtlichen Techno-Stilen aktiv. The Speed Freak ist in der Öffentlichkeit weniger bekannt, die elektronische Musikszene, die Gabberszene und seine Kollegen sehen ihn aber als wichtigen Produzent und DJ an.
Diverse Produktionen wurden in der Szene zu Hits, welche auch für Sampler-Reihen wie zum Beispiel Thunderdome, Terrordrome und Shocker lizenziert wurden.
Er verwendet in vielen seiner Produktionen die Roland TB-303 (Acid-Orgel bzw. Bassline Sequencer) sowie diverse Arten von Samples, Pianos, Beats und Breakbeats und produziert u. a. in den Stilen Hardcore Techno, Breakcore, Drum and Bass, Happy Hardcore, Gabber, bis hin zu Trip-Hop oder experimentellen Exkursionen, wie sein Projekt Steel auf Mille Plateaux.

## Pseudonyme
Als Produzent wie auch bei Auftritten verwendet er meistens eines seiner über 20 Pseudonyme, von denen die bekanntesten The Speed Freak, Biochip C., Wendy Milan und Search & Destroy sind. Er ist auch Mitglied mehrerer Gruppen wie zum Beispiel 909 Abuse oder Shadowrun.
Weitere Pseudonyme sind O, 909 Disco Babes, Alfred Chicken, Bad Blood, Badass, Bio Phobith, Biobreaks, Braindub, Chicks With Dicks, Creepozoids, Cyberchrist, Cyclo S9, DammBreaks, DJ Fistfuck, Dryfish, Earlenbeach Terror Squad, G/O, The Headhunter, Headware, Insecticide, M.C.P., MAD, The Manipulator, Moldiver, Null, Phase IV, Play Dead, The Prince Of Pot, Q-Boy, R.I.C., Raindance, Red Bullfighter, S.C.U.M., The Shapeshifter, Spin, Steel, Subsonic 808, Synchroton, Trance Wonder, Violator, Y-Decibel.